# Porroglossum merinoi
Porroglossum merinoi är en orkidéart som beskrevs av Franco Pupulin och A.Doucette. Porroglossum merinoi ingår i släktet Porroglossum och familjen orkidéer. Inga underarter finns listade i Catalogue of Life.